# Chikodili Emelumadu
Œuvres principales
- Dazzling

Chikodili Emelumadu, née à Worksop, est une écrivaine de fiction spéculative britannique et nigériane.

## Biographie
Chikodili Emelumadu naît à Worksop, dans le Nottinghamshire et grandit à Awka au Nigeria,. 
Elle étudie la langue et la littérature anglaise à l'Université Nnamdi-Azikiwe au Nigeria puis revient au Royaume-Uni en 2004  pour faire un Master en communication interculturelle et relations internationales à l'Université de Newcastle upon Tyne,. Elle poursuit son cursus avec un diplôme de troisième cycle en journalisme au Harlow College (en). 
Elle travaille ensuite comme journaliste pour BBC World Service, puis démissionne pour écrire de la fiction à partir de 2013.
Elle se marie au Royaume-Uni et donne naissance à un enfant.
En 2023, elle écrit son premier roman primé Dazzling, « parce que rien de tel n’existe pour le moment ». Son livre représente le lieu où elle a grandi : le sud-est du Nigeria contemporain, avec ses mœurs, ses hiérarchies et ses croyances,.

## Prix
- En 2015, sa nouvelle Candy Girl est sélectionnée pour le prix Shirley-Jackson[7]. Elle est aussi jurée pour le prix Shirley-Jackson en 2018 et 2020[8].
- En 2017, son livre Bush Baby[9]est également sélectionné pour le prix Caine d'écriture africaine.
- En 2019, elle remporte le premier prix Curtis-Brown du meilleur premier roman Dazzling[10].
- En 2020, What to do when your child brings home a Mami Wata est sélectionné pour le prix Caine[11]
- En 2020, Sin Eater remporte le prix Nommo de la meilleure nouvelle[12].

## Œuvres

### Romans
- (en) Dazzling, A Bewitching Tale of Magic Steeped in Nigerian Mythology, Headline, 2023, 368 p.  (ISBN 9781472289667)

### Nouvelles
- (en) The AKO Caine Prize for African Writing 2020, New Internationalist, 2020, 120 p.  (ISBN 9781780265803)Recueil de cinq nouvelles par Erica Sugo Anyadike, Chikodili Emelumadu, Jowhor Ile, Rémy Ngamije et Irenosen Okojie
- (en) Candy Girl, 2014